# Edvard Sitar
Edvard Sitar (partizansko ime Majd), slovenski izumitelj, pedagog, partizanski pesnik in avtor zabavnih popevk, * 10. oktober 1914 Stožice, † 1986, Maribor.

## Življenje in delo
Rodil se je očetu delavcu v železarni Francu in materi Tereziji (roj. Rupnik).
Obiskoval je tekstilno šolo v Kranju in končal tekstilno šolo v Leskovcu v Srbiji. Od leta 1941 je bil partizan v Ljubljani. Leta 1942 ga je ujela italijanska fašistična vojska in Vojaško vojno sodišče ga je obsodilo na dosmrtno ječo zaradi sodelovanja z Osvobodilno fronto. Do kapitulacije fašistične Italije leta 1943 je bil v kaznilnici Castelfranco, kjer je bil mučen. Takoj po vrnitvi v Slovenijo se je vrnil med partizane. Poškodovan je bil v roko in se je zdravil v partizanskih bolnicah Franja in Pavla. V tem času je pisal in deklamiral pesmi.
Takoj po vojni je najprej delal na sekretariatu za industrijo, od leta 1946 pa po dekretu v Mariboru z nalogo razvoja izobraževanja na področju tehnike. Organiziral je izobraževalni program Delavski tehnikum in delal v podjetju Svila. Oblasti so ga za nekaj let poslale v mesto Derventa v Bosni, kjer je organiziral ustanovitev šol. Po vrnitvi v Maribor je delal v Mariborski tekstilni tovarni. Leta 1948 in 1956 je bil eden od pobudnikov in organizatorjev ustanovitve Industrijske tekstilne šole in med leti 1958 in 1968 je bil njen prvi ravnatelj. V času Sitarjevega ravnateljevanja se je junija 1960 Industrijska tekstilna šola preimenovala v Tehniško tekstilno šolo, ki se je kasneje združila v Tehniško elektro, strojno in tekstilno šolo Maribor. Po desetih letih ravnateljstva se je leta 1968 upokojil.
Sitar je bil eden od pobudnikov višješolskega tehniškega izobraževanja in leta 1958 bil tajnik komisije za ustanovitev šole za obratne inženirje. Bil je tajnik Zveze inženirjev in tehnikov Maribor, ki je predlagala ustanovitev Višje tehniške šole, kar je podprl predsednik Izvršnega sveta LR Slovenije Boris Kraigher z besedami, da gre za zametek nove univerze.
Na Mariborskem otoku je organiziral prvo modno revijo v povojni Jugoslaviji. Nastopile so mednarodne manekenke. Za tem je organiziral še več modnih revij v drugih delih Jugoslavije.
Edvard Sitar je skupaj z Alojzem Gačnikom izumil statve za ročno tkanje, ki se po izumiteljih imenujejo SI-GA (Sitar-Gačnik), registriral je tudi nekaj drugih patentov.
Bil je avtor več zabavnih popevk. Popevka Prlek, ki jo izvaja Alfi Nipič in jo je posnel Berti Rodošek, je bila leta 1971 nagrajena kot najboljša narečna popevka na festivalu Vesela Jesen in je prejela drugo mesto med vsemi popevkami leta 1971 po izboru občinstva.
Je oče odvetnice Rosvite Toplak in dedek pravnikov dr. Jurija Toplaka in dr. Barbare Toplak Perovič ter skladatelja in dirigenta Bogdana Djakovića.